# 2017–2018-as angol labdarúgó-bajnokság (másodosztály)
A 2017–2018-as angol labdarúgó-bajnokság másodosztályát (szponzorált néven Sky Bet Championship) 24 csapat részvételével rendezték meg. Ez volt a 26. kiírása a bajnokságnak, a bajnoki címet a Wolverhampton Wanderers csapata szerezte meg.

## Változások az előző idényhez képest
A Championshipből feljutott a Premier League-be
- Newcastle United
- Brighton & Hove Albion
- Huddersfield Town

A Championshipből kiesett a League One-ba
- Blackburn Rovers
- Wigan Athletic
- Rotherham United

A Championshipbe kiesett a Premier League-ből
- Hull City
- Middlesbrough
- Sunderland

A Championshipbe feljutott a League One-ból
- Sheffield United
- Bolton Wanderers
- Millwall

## Résztvevő csapatok
| Csapat                  | Székhely           | Stadion              | Befogadóképesség |
| ----------------------- | ------------------ | -------------------- | ---------------- |
| Aston Villa             | Birmingham         | Villa Park           | 42,790           |
| Barnsley                | Barnsley           | Oakwell              | 23,009           |
| Birmingham City         | Birmingham         | St Andrew's          | 30,015           |
| Bolton Wanderers        | Bolton             | Macron Stadion       | 28,723           |
| Brentford               | London             | Griffin Park         | 12,300           |
| Bristol City            | Bristol            | Ashton Gate          | 27,000           |
| Burton Albion           | Burton upon Trent  | Pirelli Stadion      | 6,912            |
| Cardiff City            | Cardiff            | Cardiff City Stadion | 33,300           |
| Derby County            | Derby              | Pride Park Stadion   | 33,600           |
| Fulham                  | London             | Craven Cottage       | 25,700           |
| Hull City               | Kingston upon Hull | KCOM Stadion         | 25,404           |
| Ipswich Town            | Ipswich            | Portman Road         | 30,300           |
| Leeds United            | Leeds              | Elland Road          | 37,890           |
| Middlesbrough           | Middlesbrough      | Riverside Stadion    | 34,742           |
| Millwall                | London             | The Den              | 20,146           |
| Norwich City            | Norwich            | Carrow Road          | 27,220           |
| Nottingham Forest       | Nottingham         | City Ground          | 30,445           |
| Preston North End       | Preston            | Deepdale             | 23,408           |
| Queens Park Rangers     | London             | Loftus Road          | 18,439           |
| Reading                 | Reading            | Madejski Stadion     | 24,161           |
| Sheffield United        | Sheffield          | Bramall Lane         | 32,702           |
| Sheffield Wednesday     | Sheffield          | Hillsborough Stadion | 39,752           |
| Sunderland              | Sunderland         | Stadium of Light     | 49,000           |
| Wolverhampton Wanderers | Wolverhampton      | Molineux             | 31,700           |

### Csapatok adatai
| Csapat                  | Menedzser1          | Csapatkapitány   | Mezgyártó     | Szponzor          |
| ----------------------- | ------------------- | ---------------- | ------------- | ----------------- |
| Aston Villa             | Steve Bruce         | John Terry       | Under Armour  | Unibet            |
| Barnsley                | Paul Heckingbottom  | Angus MacDonald  | Puma          | C.K. Beckett      |
| Birmingham City         | Steve Cotterill     | Michael Morrison | Adidas        | 888sport          |
| Bolton Wanderers        | Phil Parkinson      | Darren Pratley   | Macron        | Betfred           |
| Brentford               | Dean Smith          | John Egan        | Adidas        | LeoVegas          |
| Bristol City            | Lee Johnson         | Bailey Wright    | Bristol Sport | Lancer Scott      |
| Burton Albion           | Nigel Clough        | John Mousinho    | TAG           | Tempobet          |
| Cardiff City            | Neil Warnock        | Sean Morrison    | Adidas        | Visit Malaysia    |
| Derby County            | Gary Rowett         | Richard Keogh    | Umbro         | Avon Tyres        |
| Fulham                  | Slaviša Jokanović   | Tom Cairney      | Adidas        | Grosvenor Casinos |
| Hull City               | Leonyid Szluckij    | Michael Dawson   | Umbro         | SportPesa         |
| Ipswich Town            | Mick McCarthy       | Luke Chambers    | Adidas        | Marcus Evans      |
| Leeds United            | Thomas Christiansen | Liam Cooper      | Kappa         | 32Red             |
| Middlesbrough           | Garry Monk          | Grant Leadbitter | Adidas        | Ramsdens Currency |
| Millwall                | Neil Harris         | Tony Craig       | Erreà         | DCS Roofing       |
| Norwich City            | Daniel Farke        | Russell Martin   | Erreà         | LeoVegas          |
| Nottingham Forest       | Mark Warburton      | Chris Cohen      | Adidas        | 888sport          |
| Preston North End       | Alex Neil           | Greg Cunningham  | Nike          | Tempobet          |
| Queens Park Rangers     | Ian Holloway        | Nedum Onuoha     | Erreà         | Royal Panda       |
| Reading                 | Jaap Stam           | Paul McShane     | Puma          | Carabao           |
| Sheffield United        | Chris Wilder        | Billy Sharp      | Adidas        | Teletext Holidays |
| Sheffield Wednesday     | Carlos Carvalhal    | Glenn Loovens    | Elev8         | Chansiri          |
| Sunderland              | Simon Grayson       | Lee Cattermole   | Adidas        | Dafabet           |
| Wolverhampton Wanderers | Nuno Espírito Santo | Danny Batth      | Puma          | The Money Shop    |

### Vezetőedző-váltások
| Csapat                  | Távozott vezetőedző | A távozás módja                                         | A távozás ideje          | Helyezés a tabellán | Érkezett vezetőedző | A kinevezés ideje    |
| ----------------------- | ------------------- | ------------------------------------------------------- | ------------------------ | ------------------- | ------------------- | -------------------- |
| Norwich City            | Alan Irvine         | Ideiglenesen kinevezett edző volt, lejárt a megbízatása | 2017. május 7.[forrás?]  | szezon előtt        | Daniel Farke        | 2017. május 25.      |
| Middlesbrough           | Steve Agnew         | Ideiglenesen kinevezett edző volt, lejárt a megbízatása | 2017. május 21.[forrás?] | szezon előtt        | Garry Monk          | 2017. június 9.      |
| Sunderland              | David Moyes         | Lemondott                                               | 2017. május 22.          | szezon előtt        | Simon Grayson       | 2017. június 29.     |
| Leeds United            | Garry Monk          | Lemondott                                               | 2017. május 25.          | szezon előtt        | Thomas Christiansen | 2017. június 15.     |
| Hull City               | Marco Silva         | Lemondott                                               | 2017. május 25.          | szezon előtt        | Leonyid Szluckij    | 2017. június 9.      |
| Wolverhampton Wanderers | Paul Lambert        | Közös megegyezéssel                                     | 2017. május 30.          | szezon előtt        | Nuno Espírito Santo | 2017. május 31.      |
| Preston North End       | Simon Grayson       | Átigazolt a Sunderlandhez.                              | 2017. június 29.         | szezon előtt        | Alex Neil           | 2017. július 4.      |
| Birmingham City         | Harry Redknapp      | Menesztették                                            | 2017. szeptember 16.     | 23.                 | Steve Cotterill     | 2017. szeptember 29. |
| Sunderland              | Simon Grayson       | 2017. október 31.                                       | 22.                      | Chris Coleman       | 2017. november 17.  |                      |
| Hull City               | Leonid Slutsky      | Közös megegyezéssel                                     | 2017. december 3.        | 20.                 | Nigel Adkins        | 2017. december 7.    |
| Middlesbrough           | Garry Monk          | Menesztették                                            | 2017. december 23.       | 9.                  | Tony Pulis          | 2017. december 26.   |
| Sheffield Wednesday     | Carlos Carvalhal    | Közös megegyezéssel                                     | 2017. december 24.       | 15.                 | Jos Luhukay         | 2018. január 5.      |
| Nottingham Forest       | Mark Warburton      | Menesztették                                            | 2017. december 31.       | 14.                 | Aitor Karanka       | 2018. január 8.      |
| Leeds United            | Thomas Christiansen | Menesztették                                            | 2018. február 4.         | 10.                 | Paul Heckingbottom  | 2018. február 6.     |
| Barnsley                | Paul Heckingbottom  | A Leeds United edzője lett                              | 2018. február 6.         | 21.                 | José Morais         | 2018. február 16.    |
| Birmingham City         | Steve Cotterill     | Menesztették                                            | 2018. március 3.         | 22.                 | Garry Monk          | 2018. március 4.     |
| Reading                 | Jaap Stam           | Menesztették                                            | 2018. március 21.        | 18.                 | Paul Clement        | 2018. március 23.    |
| Ipswich Town            | Mick McCarthy       | Lemondott                                               | 2018. április 10.        | 12.                 | Paul Hurst          | 2018. május 30.      |
| Sunderland              | Chris Coleman       | Menesztették                                            | 2018. április 29.        | 24.                 | Jack Ross           | 2018. május 25.      |

## Tabella
| Hely. | Csapat                      | M  | Gy | D  | V  | G+ | G– | Gk  | P  | Feljutás, továbbjutás vagy kiesés |
| ----- | --------------------------- | -- | -- | -- | -- | -- | -- | --- | -- | --------------------------------- |
| 1.    | Wolverhampton Wanderers (B) | 46 | 30 | 9  | 7  | 82 | 39 | +43 | 99 | Feljutott a Premier League-be     |
| 2.    | Cardiff City (P)            | 46 | 27 | 9  | 10 | 69 | 39 | +30 | 90 | Feljutott a Premier League-be     |
| 3.    | Fulham (O, P)               | 46 | 25 | 13 | 8  | 79 | 46 | +33 | 88 | Bejutott a rájátszásba            |
| 4.    | Aston Villa                 | 46 | 24 | 11 | 11 | 72 | 42 | +30 | 83 | Bejutott a rájátszásba            |
| 5.    | Middlesbrough               | 46 | 22 | 10 | 14 | 67 | 45 | +22 | 76 | Bejutott a rájátszásba            |
| 6.    | Derby County                | 46 | 20 | 15 | 11 | 70 | 48 | +22 | 75 | Bejutott a rájátszásba            |
| 7.    | Preston North End           | 46 | 19 | 16 | 11 | 57 | 46 | +11 | 73 |                                   |
| 8.    | Millwall                    | 46 | 19 | 15 | 12 | 56 | 45 | +11 | 72 |                                   |
| 9.    | Brentford                   | 46 | 18 | 15 | 13 | 62 | 52 | +10 | 69 |                                   |
| 10.   | Sheffield United            | 46 | 20 | 9  | 17 | 62 | 55 | +7  | 69 |                                   |
| 11.   | Bristol City                | 46 | 17 | 16 | 13 | 67 | 58 | +9  | 67 |                                   |
| 12.   | Ipswich Town                | 46 | 17 | 9  | 20 | 57 | 60 | −3  | 60 |                                   |
| 13.   | Leeds United                | 46 | 17 | 9  | 20 | 59 | 64 | −5  | 60 |                                   |
| 14.   | Norwich City                | 46 | 15 | 15 | 16 | 49 | 60 | −11 | 60 |                                   |
| 15.   | Sheffield Wednesday         | 46 | 14 | 15 | 17 | 59 | 60 | −1  | 57 |                                   |
| 16.   | Queens Park Rangers         | 46 | 15 | 11 | 20 | 58 | 70 | −12 | 56 |                                   |
| 17.   | Nottingham Forest           | 46 | 15 | 8  | 23 | 51 | 65 | −14 | 53 |                                   |
| 18.   | Hull City                   | 46 | 11 | 16 | 19 | 70 | 70 | 0   | 49 |                                   |
| 19.   | Birmingham City             | 46 | 13 | 7  | 26 | 38 | 68 | −30 | 46 |                                   |
| 20.   | Reading                     | 46 | 10 | 14 | 22 | 48 | 70 | −22 | 44 |                                   |
| 21.   | Bolton Wanderers            | 46 | 10 | 13 | 23 | 39 | 74 | −35 | 43 |                                   |
| 22.   | Barnsley (K)                | 46 | 9  | 14 | 23 | 48 | 72 | −24 | 41 | Kiesett az EFL League One-be      |
| 23.   | Burton Albion (K)           | 46 | 10 | 11 | 25 | 38 | 81 | −43 | 41 | Kiesett az EFL League One-be      |
| 24.   | Sunderland (K)              | 46 | 7  | 16 | 23 | 52 | 80 | −28 | 37 | Kiesett az EFL League One-be      |

## Play-off
|  | Elődöntő | Elődöntő      | Elődöntő | Elődöntő    | Elődöntő |   |   | Döntő  | Döntő | Döntő |  |
|  |          |               |          |             |          |   |   |        |       |       |  |
|  | 3        | Fulham        | 0        | 2           | 2        |   |   |        |       |       |  |
|  | 3        | Fulham        | 0        | 2           | 2        |   |   |        |       |       |  |
|  | 6        | Derby County  | 1        | 0           | 1        |   |   |        |       |       |  |
|  | 6        | Derby County  | 1        | 0           | 1        |   | 3 | Fulham | 1     |       |  |
|  |          |               |          |             |          |   | 3 | Fulham | 1     |       |  |
|  |          |               | 4        | Aston Villa | 0        |   |   |        |       |       |  |
|  | 4        | Aston Villa   | 4        | Aston Villa | 0        | 1 | 0 | 1      |       |       |  |
|  | 4        | Aston Villa   |          |             |          |   |   | 1      |       |       |  |
|  | 5        | Middlesbrough | 0        | 0           | 0        |   |   |        |       |       |  |

## Góllövőlista
2018. május 6-án frissítve.
| # | Játékos            | Klub                    | Gólok száma |
| - | ------------------ | ----------------------- | ----------- |
| 1 | Matěj Vydra        | Derby County            | 21          |
| 2 | Lewis Grabban      | Sunderland/Aston Villa  | 20          |
| 3 | Bobby Reid         | Bristol City            | 19          |
| 3 | Leon Clarke        | Sheffield United        | 19          |
| 5 | Diogo Jota         | Wolverhampton Wanderers | 17          |
| 6 | Martyn Waghorn     | Ipswich Town            | 16          |
| 7 | Ryan Sessegnon     | Fulham                  | 15          |
| 7 | Britt Assombalonga | Middlesbrough           | 15          |
| 9 | James Maddison     | Norwich City            | 14          |
| 9 | Albert Adomah      | Aston Villa             | 14          |
| 9 | Jarrod Bowen       | Hull City               | 14          |

## Mesterhármasok
| Játékos         | Csapat              | Ellenfél            | Végeredmény | Dátum            |
| --------------- | ------------------- | ------------------- | ----------- | ---------------- |
| Abel Hernández  | Hull City           | Burton Albion       | 4–1         | 12 August 2017   |
| Conor Hourihane | Aston Villa         | Norwich City        | 4–2         | 19 August 2017   |
| Kieran Dowell   | Nottingham Forest   | Hull City           | 3–2         | 28 October 2017  |
| Leon Clarke4    | Sheffield United    | Hull City           | 4–1         | 4 November 2017  |
| Ryan Sessegnon  | Fulham              | Sheffield United    | 5–4         | 21 November 2017 |
| Leon Clarke     | Sheffield United    | Fulham              | 4–5         | 21 November 2017 |
| Matěj Vydra     | Derby County        | Middlesbrough       | 3–0         | 25 November 2017 |
| Kemar Roofe     | Leeds United        | Queens Park Rangers | 3–1         | 9 December 2017  |
| Patrick Bamford | Middlesbrough       | Leeds United        | 3–0         | 2 March 2018     |
| Bobby Reid      | Bristol City        | Sheffield Wednesday | 4–0         | 3 March 2018     |
| James Maddison  | Norwich City        | Hull City           | 3–4         | 10 March 2018    |
| Atdhe Nuhiu     | Sheffield Wednesday | Norwich City        | 5–1         | 6 May 2018       |